# ماساهيتو سوزوكي (لاعب هوكي الجليد)
ماساهيتو سوزوكي (باليابانية: 鈴木雅仁) هو لاعب هوكي الجليد ياباني، ولد في 7 ديسمبر 1983 في توماكوماي في اليابان.

## وصلات خارجية
- ماساهيتو سوزوكي على موقع EliteProspects.com (الإنجليزية)